# ジュリアン・ラーコム・スライ

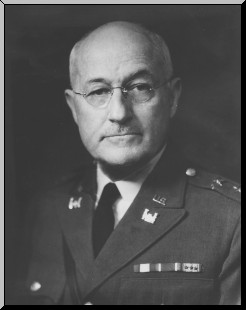
ジュリアン・ラーコム・スライ

ジュリアン・ラーコム・スライ（Julian Larcombe Schley、1880年2月23日 - 1965年3月29日）は、アメリカ合衆国の軍人、技術者である。最終階級はアメリカ陸軍少将。パナマ運河地帯総督やアメリカ陸軍工兵司令部技師長を歴任した。

## 来歴
1880年にジョージア州サバナでペン相互生命保険会社（en:Penn Mutual）の代理店を営む父ジュリアン・スライと母エリザベス・アン・ラーコムの間に生まれる。1898年にローレンスビル・スクールを卒業。
1903年に陸軍士官学校を卒業後、陸軍工兵隊に少尉として配属され、同期のダグラス・マッカーサーとともにフィリピンに派遣された。その後、アメリカ国内とキューバで工兵隊に勤務し、1909年から1912年まで陸軍士官学校の教官を務め、1912年から1913年にはワシントンD.C.の副技術委員を任命され、1916年から1917年はニューオリンズ地区の河川港湾改良工事を担当した。
第一次世界大戦が勃発した1917年から1918年にかけ、第307工兵連隊の司令官としてサン・ミイール（en:Battle of Saint-Mihiel）とムーズ＝アルゴンヌ（en:Meuse-Argonne Offensive）の作戦に参加、終盤には第5軍の技師を務め、殊勲章（en:Distinguished Service Medal (United States)）を与えられた。戦後、1919年から1920年には陸軍省補償委員会（War Department Claims Board）のメンバーとなり、1928年までテキサス州ガルベストンの河川港湾改良工事を担当し、1928年からはパナマ運河の保守管理の担当者となった。
1932年にパナマ運河地帯の総督となり、1936年にかねてより計画されていたマッデン・ダムが完成。ガトゥン湖へ水が安定供給されるようになり、乾季にガトゥン湖の水位が低下し船の通航が制約されていた問題が解決した。高速道路が整備され、フェリーが就航し、大学や高校も完成した。1936年にパナマでの任期を終えると、1936年から1937年かけて陸軍工兵学校の校長を務め、1937年から1941年に退役するまでアメリカ陸軍工兵司令部の技師長であった。第二次世界大戦の勃発により1943年に軍に復帰した。1965年にワシントンD.C.で死去。